# Wera Stepanowna Lantratowa
Wera Stepanowna Lantratowa (russisch Вера Степановна Лантратова; wissenschaftliche Transliteration: Vera Stepanovna Lantratova; * 11. Mai 1947 in Baku, Aserbaidschanische SSR; † 19. April 2021) war eine sowjetische Volleyballspielerin.

## Karriere
Lantratowa spielte von 1967 bis 1970 in der sowjetischen Nationalmannschaft, mit der die Außenangreiferin 1967 Europameisterin, 1968 Olympiasiegerin und 1970 Weltmeisterin wurde.